# Alfons Rebane
Alfons Vilhelm Robert Rebane (24 de junio de 1908 - 8 de marzo de 1976) fue un comandante militar estonio. Fue el oficial militar estonio más condecorado durante la Segunda Guerra Mundial.

## Biografía

### Primeros años
Rebane nació en Valga, al sur de Estonia, en ese entonces parte del Imperio ruso. En 1920 Rebane, hijo de un oficial de ferrocarril, tomó clases en la Escuela Secundaria Rusa de la ciudad de Narva. Desde 1926 hasta 1929 asistió a la Universidad de Tartu, graduándose con honores.
Inicialmente sirvió como oficial de Infantería, llegando a ocupar el puesto de comandante de Lihula.

### Ocupación soviética
Rebane prestó servicios como oficial del Ejército estonio hasta que las tropas soviéticas ocupan el país en 1940. Los soviéticos desmantelan el Ejército estonio y ejecutan a sus altos mandos, despidiendo a los de rango menor.
Habiendo trabajado como obrero de construcción, Rebane escapó hacia el bosque cuando los soviéticos inician masivas deportaciones en 1941. En Vironia lideró una guerrilla antisoviética.

### Segunda Guerra Mundial
Después de que la Alemania nazi invadiese Estonia se unió a la Wehrmacht y luego a las Waffen-SS para combatir contra la Unión Soviética. Más adelante jugó un rol central en la batalla de Narva, para luego seguir luchando en el Frente Oriental. En los últimos días de la guerra logró evadirse de las tropas soviéticas para entregarse a los Aliados en el Frente Occidental.

### Muerte
Rebane se exilió posteriormente en Alemania, país en el que fallecería en 1976.